# Đoàn Ủy nhiệm Y tế Công cộng Hoa Kỳ
Đoàn Ủy nhiệm Y tế Công cộng Hoa Kỳ (tiếng Anh:United States Public Health Service Commissioned Corps hay viết tắt là PHSCC) là lực lượng đồng phục liên bang thuộc Cơ quan Y tế Công cộng Hoa Kỳ (PHS) và là một trong 8 lực lượng đồng phục của Hoa Kỳ.
Đoàn Ủy nhiệm Y tế Công cộng là một trong hai lực lượng đồng phục của Hoa Kỳ mà chỉ có các cấp bậc tương đương trong tiếng Việt là sĩ quan (commissioned officers) và không có các cấp bậc thấp tương đương tiếng Việt là chuẩn úy, hạ sĩ quan và binh sĩ (enlisted rank và warrant officer). Các viên chức của đoàn được xếp vào loại không chiến đấu trừ khi nhận lệnh phục vụ trong các lực lượng vũ trang theo lệnh của Tổng thống Hoa Kỳ hay được điều động đến một quân chủng nào đó. Các thành viên của đoàn mặc đồng phục giống như quân phục của Hải quân Hoa Kỳ với các huy hiệu đặc biệt riêng của đoàn và giữ các cấp bậc tương đương với các sĩ quan hải quân. Các viên chức của đoàn được ủy nhiệm qua chương trình ủy nhiệm trực tiếp của đoàn.
Cùng với đơn vị cấp trên là Cơ quan y tế Công cộng Hoa Kỳ, Đoàn Ủy nhiệm Y tế Công công nằm dưới sự điều hành của Bộ Y tế và Dịch vụ Nhân sinh Hoa Kỳ. Đoàn do Tổng Y sĩ Hoa Kỳ là người có cấp bậc phó đô đốc lãnh đạo. Tổng Y sĩ báo cáo trực tiếp với Phụ tá Bộ trưởng đặt trách Y tế Hoa Kỳ là người có thể giữ cấp bậc đô đốc nếu là thành viên của đoàn.

## Lịch sử
Đoàn Ủy nhiệm Y tế Công cộng Hoa Kỳ được khởi sự khi Quỹ Bệnh viện Biển được thành lập vào năm 1798 mà sau đó được tái tổ chức vào năm 1871 thành Dịch vụ Bệnh viện Biển. Dịch vụ Bệnh viện Biển có trách nhiệm chăm sóc và duy trì sức khỏe cho các thủy thủ thương mại nhưng khi Hoa Kỳ phát triển rộng lớn hơn thì sứ mệnh của nó cũng được nới rộng. Dịch vụ Bệnh viện Biển chẳng bao lâu bắt đầu mở rộng vai trò y tế bao gồm các khía cạnh y tế như bảo vệ thương mại và y tế của Hoa Kỳ. Một trong những vai trò đó là cách ly kiểm dịch.
Bác sĩ John Maynard Woodworth, bác sĩ nổi tiếng của Quân đội Liên bang tham chiến dưới quyền của tướng William Tecumseh Sherman, được bổ nhiệm làm Y sĩ Quản đốc (supervising surgeon) vào năm 1871. Chức vị của bác sĩ Woodworth sau đó được đổi thành Tổng Y sĩ Quản đốc (Supervising Surgeon General) và dần dần trở thành Tổng Y sĩ Hoa Kỳ (Surgeon General of the United States). Bác sĩ Woodworth là người có công trong việc thành lập chính thức Đoàn Ủy nhiệm Y tế Công cộng vào năm 1889. Ông đã tổ chức các nhân sự thuộc Dịch vụ Bệnh viện Biển theo cơ cấu tổ chức quân sự của Lục quân Hoa Kỳ để trở thành một lực lượng lưu động gồm các chuyên viên y tế mà có thể được phái đi phục vụ đất nước khi cần. Ông cũng lập ra các chuẩn mực bổ nhiệm và tạo ra mẫu huy hiệu của Dịch vụ Bệnh viện Biển gồm một mỏ neo và y hiệu. Sau đó cùng năm, Tổng thống Grover Cleveland đã ký thành luật việc chính thức thành lập Đoàn Ủy nhiệm Y tế Công cộng hiện đại. Lúc ban đầu đoàn chỉ nhận các y sĩ nhưng sau đó mở rộng bao gồm nha sĩ, kỹ sư môi trường, dược sĩ, y tá, chuyên viên y tế môi trường, khoa học gia và các chuyên viên y tế khác.

## Mục đích
Sứ mệnh được tuyên bố của đoàn là "bảo vệ, phát huy, và phát triển sức khỏe và an toàn cho quốc gia". Các viên chức của đoàn thuộc nhiều cơ quan và chương trình khác nhau được giao phó trách nhiệm như sau:
- Giúp chăm sóc sức khỏe và cung cấp các dịch vụ liên quan cho những nhóm người thiếu chăm sóc y tế: người Mỹ bản thổ, người bản thổ Alaska, và nhiều nhóm dân khác cần chăm sóc đặc biệt;
- Ngăn ngừa và kiểm soát dịch bệnh, nhận dạng các chất gây hại sức khỏe trong môi trường và giúp chấn chỉnh chúng, và vận động lối sống lành mạnh cho công dân;
- Cải thiện sức khỏe tinh thần của quốc gia;
- Bảo đảm rằng thuốc uống và các dụng cụ y tế phải an toàn và hữu hiệu, thức an phải an toàn và bổ dưỡng, mỹ phẩm không gây hại, và rằng các sản phẩm điện tử không gây ra số lượng phóng xạ nguy hiểm cho người sử dụng;
- Tiến hành và hỗ trợ nghiên cứu các dịch vụ y tế, y tế sinh học, và hành vi và trao đổi các kết quả nghiên cứu với các chuyên gia y tế và với công chúng;
- Cùng làm việc với các cơ quan quốc tế và quốc gia khác về các vấn đề y tế toàn cầu và cách giải quyết chúng.

Ngoài ra, đoàn còn cung ứng các viên chức (viên chức y tế, nha khoa, y tế môi trường, trị liệu) cho các lực lượng đồng phục khác, chủ yếu là Tuần duyên Hoa Kỳ và Đoàn Ủy nhiệm Quản trị Đại dương và Khí quyển Quốc gia. Các viên chức của đoàn cũng có thể được cử đến các cơ quan liên bang khác.

## Các viên chức ủy nhiệm (tương đương sĩ quan quân đội)
Thành viên của đoàn có khoảng trên 6.000 viên chức đủ mọi ngành nghề chuyên nghiệp bao gồm:
Bác sĩ, nha sĩ, dược sĩ, chuyên gia dinh dưỡng, kỹ sư, khoa học gia, các giới chức y tế môi trường, chuyên gia trị liệu (bao gồm trị liệu vật lý, chức năng, âm thanh, thính giác), các lĩnh vực sức khỏe (bao gồm các nhân viên xã hội, trợ tá y sĩ, bác sĩ nhãn khoa, nhà thống kê, khoa học gia điện toán, chuyên gia vệ sinh răng, các nhà quản trị hồ sơ y khoa, các chuyên gia kỹ thuật y tế,...), bác sĩ thú y, và y tá. Các bác sĩ chỉnh hình hiện tại không có nhưng đang được thảo luận để xem có cần họ không.
Đoàn sử dụng các cấp bậc cho các viên chức ủy nhiệm của mình giống như các cấp bậc của sĩ quan Hải quân Hoa Kỳ và Tuần duyên Hoa Kỳ từ thiếu úy đến đô đốc cũng như bậc lượng từ O-1 đến O-10. Các viên chức ủy nhiệm của đoàn được đoàn bổ nhiệm trực tiếp và được trả lương tương tự như các thành viên của các lực lượng đồng phục khác của Hoa Kỳ. Họ không được giữ hai chức vụ ủy nhiệm với đoàn và với một lực lượng đồng phục khác nhưng việc liên chuyển ngành được cho phép.
|                                        |                  |                                           |                  |
| Trợ tá Bộ trưởng đặc trách Y tế Hoa Kỳ | Tổng Y sĩ Hoa Kỳ | Phó tổng Y sĩ Hoa Kỳ hay Trợ tá Tổng Y sĩ | Trợ tá Tổng Y sĩ |
| ADM                                    | VADM             | RADM                                      | RADM             |

| Đại tá   | Trung tá          | Thiếu tá            | Đại úy         | Trung úy | Thiếu úy        |
| O-6      | O-5               | O-4                 | O-3            | O-2      | O-1             |
| -------- | ----------------- | ------------------- | -------------- | -------- | --------------- |
|          |                   |                     |                |          |                 |
| Giám đốc | Viên chức cao cấp | Viên chức toàn phần | Phụ tá cao cấp | Phụ tá   | Phụ tá bậc thấp |
| CAPT     | CDR               | LCDR                | LT             | LTJG     | ENS             |

## Đồng phục

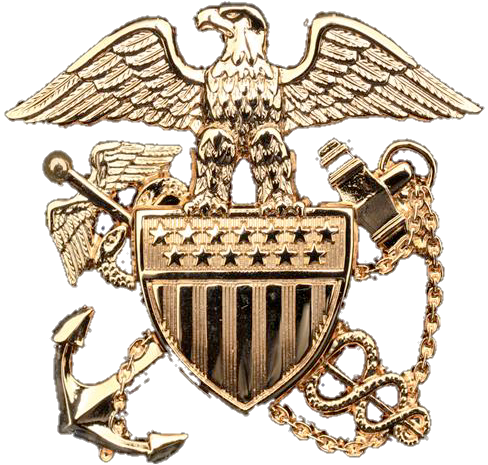
Phù hiệu gắn trên mũ của đoàn

Các viên chức của đoàn mặc đồng phục tương tự như quân phục Hải quân Hoa Kỳ cùng phù hiệu đặc biệt của đoàn. Trong những tình huống thi hành nhiệm vụ nào đó thì một viên chức của đoàn có thể được phái đến làm việc chung với một lực lượng đồng phục khác. thí dụ, Đoàn Ủy nhiệm Quản trị Đại dương và Khí quyển Quốc gia không có các viên chức y tế làm việc trên tàu, vì thế PHSCC sẽ phải phái người đến giúp. Đoàn cũng cất cử một số viên chức của mình đến làm việc cho Tuần duyên Hoa Kỳ. Vì mối quan hệ gần gũi này, nếu một viên chức của đoàn được phái đến Tuần duyên thì viên chức đó phải bắt buộc mặc quân phục giống như các sĩ quan Tuần duyên nhưng vẫn còn mang phù hiệu ngành của mình để dễ nhận dạng.